# کاکتوس توپی خاردار
کاکتوس توپی خاردار (نام علمی: Mammillaria spinosissima) نام یک گونه از سرده کاکتوس‌های توپی است که بوم‌زادی کشور مکزیک است و در ارتفاعات ۱٬۶۰۰ تا ۱٬۹۰۰ رشد می‌کند.